# Großsteingräber bei Puls
Die Großsteingräber bei Puls waren ursprünglich mehrere megalithische Grabanlagen unbekannter Zahl der jungsteinzeitlichen Trichterbecherkultur bei Puls im Kreis Steinburg in Schleswig-Holstein. Von diesen existiert heute nur noch eines. Dieses trägt die Sprockhoff-Nummern 179.

## Lage
Das erhaltene Grab befindet sich südöstlich von Puls auf einem Feld. Ein weiteres Grab lag nordwestlich hiervon. Dieses und weitere Großsteingräber in der näheren Umgebung wurden beim Kiesabbau zerstört.

## Beschreibung

### Grab 1
Die erhaltene Anlage besitzt ein nordwest-südöstlich orientiertes Hünenbett mit einer Länge von mindestens 30 m und einer Breite zwischen 5 m und 6 m. Sämtliche Umfassungssteine fehlen, es ist nur noch die Hügelschüttung erkennbar. Über eine mögliche Grabkammer liegen keine Angaben vor.

### Grab 2
Das zerstörte Grab 2 besaß ebenfalls ein nordwest-südöstlich orientiertes Hünenbett, das in der gleichen Flucht wie Grab 1 lag. Zur Größe liegen keine Angaben vor.